# Servilien Nzakamwita
Servilien Nzakamwita (ur. 20 kwietnia 1943 w Rushaki) – rwandyjski duchowny rzymskokatolicki, w latach 1996–2022 biskup Byumba.